# Agrosoma exukanis
Agrosoma exukanis är en insektsart som beskrevs av Medler 1960. Agrosoma exukanis ingår i släktet Agrosoma och familjen dvärgstritar. Inga underarter finns listade i Catalogue of Life.